# Siudma Góra
Siudma Góra – zespół powstał w maju 2005 roku. Ich muzyka to mieszanka poezji, folku oraz klasycznych brzmień. To również połączenie szerokiego instrumentarium z ambitnym podejściem do treści prezentowanych tekstów.
Pierwsza płyta zespołu Daleko do gwiazd ukazała się 29 stycznia 2010. Wydawnictwo zawiera 16 autorskich piosenek utrzymanych w swoistej stylistyce grupy. Dosyć rytmiczna całość zawiera w sobie elementy folku irlandzkiego, słowiańskiego, bluesa. Siudma góra wydała również krótką płytę z utworami „Jesienna Ucieczka” i „Deszcz oraz Pies”.

## Skład zespołu
- Zbigniew Siudy ‘Siudmy’ – gitara, śpiew
- Aleksandra Guguła – trąbka
- Agnieszka Kalisz – skrzypce
- Krzysztof Stroiński – gitara
- Michał Matuszewski – instrumenty perkusyjne
- Matthias Schlette – gitara basowa

## Nagrody
- 2005 – pierwsze miejsce (jedno z równorzędnych trzech) na Festiwalu Bazuna 33 w Sopocie
- 2006 – wyróżnienie za piosenkę „Dedykacja” oraz nagroda SKPB Łódź na Yapie.